# موقف الطائرات

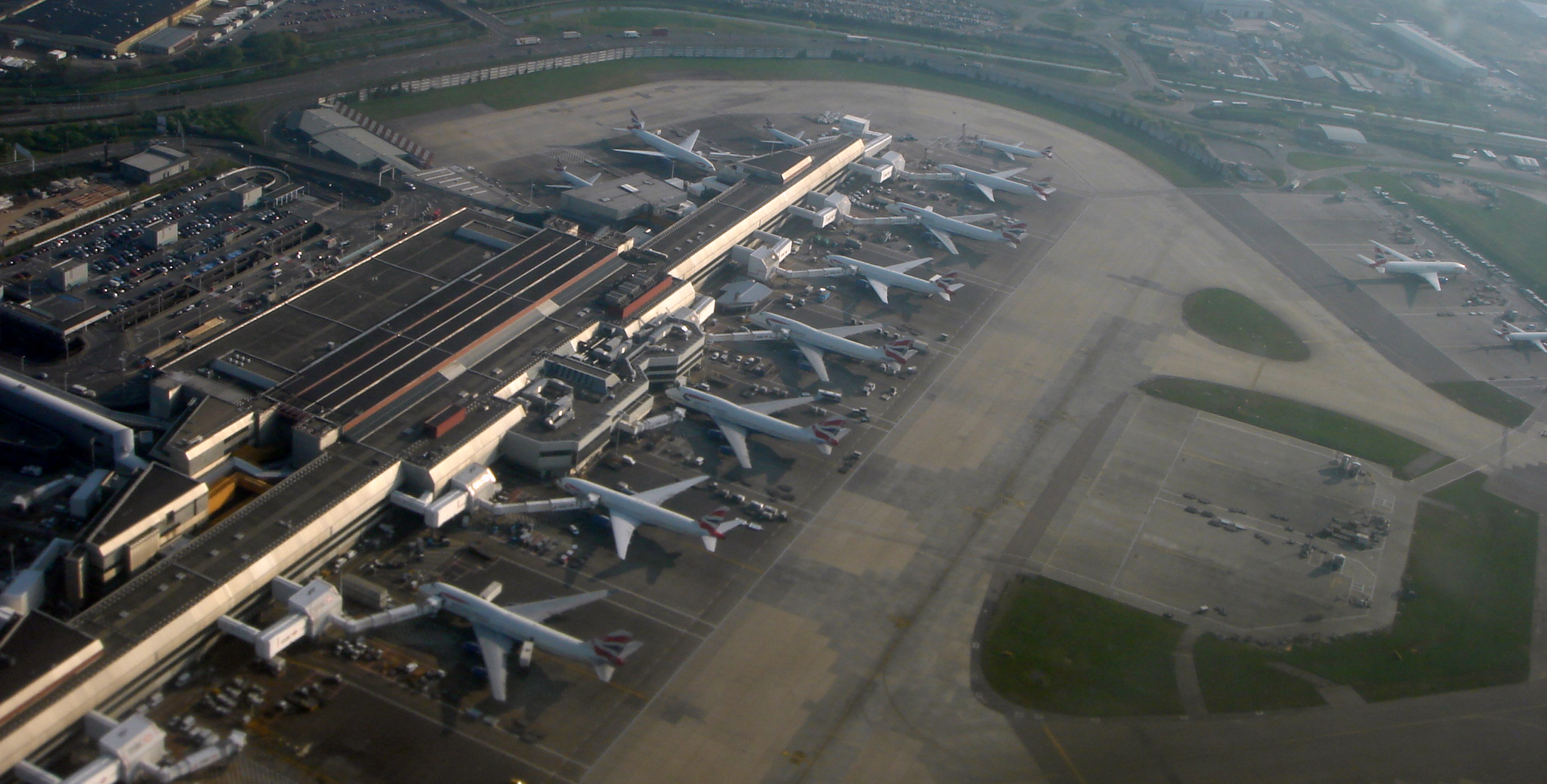
جزء من موقف طائرات مطار مطار لندن هيثرو.

موقف الطائرات أو مربض الطائرات أو ساحة المطار هو جزء من ساحة مطارات الركاب أو مطارات الشحن الداخلية، للتزود بالوقود و وقوف الطائرات.

في موقف الطائرات، يوجد مركز للقيادة و التنظيم و الذي يتكون من عدة مباني و منها برج المراقبة، و مهمة مركز القيادة هو مراقبة و الحكم في حركات الطائرات و السيارات و شاحنات الوقود في أرضية المطار.

المصطلح ""tarmac"" و الذي يعني مدرج الطائرات، غالبا ما يستخدم من قبل وسائل الإعلام و لكن لا تستخدم أبدا من قبل المتخصين في الطيران. 

يكون موقف الطائرات على درجة كبيرة من التنظيم بخطوط صغيرة و عريضة ملونة بألوان مختلفة و تكون صفراء و بيضاء في غالب الأحيان، و تحتلف مهام هذه الخطوط من رسم موقف الطائرة و رسم طريق السيارات و الشاحنات التابعة للمطار و كذلك رسم سكة الطائرة على مدرج الطائرات.

و أيضا يحتوي الموقف على العديد من اللافتات التوضيحية للمنطقة و رقم المدرج و رقم الطريق مثلا (A75).

## مقالات ذات صلة
- مطار
- مدرج هبوط
- برج مراقبة
- حظيرة طائرات